# Alburnus albidus
Alburnus albidus је зракоперка из реда Cypriniformes и фамилије Cyprinidae. 

## Угроженост
Ова врста се сматра рањивом у погледу угрожености врсте од изумирања.

## Распрострањење
Ареал врсте је ограничен на једну државу. 
Италија је једино познато природно станиште врсте.

## Станиште
Станишта врсте су речни екосистеми и слатководна подручја. 